# Wilson Pickett in Philadelphia
Wilson Pickett in Philadelphia är ett musikalbum av Wilson Pickett som lanserades 1970 på Atlantic Records. Som titeln antyder spelades skivan in i Philadelphia i samarbete med låtskrivarduon Gamble & Huff, och drog musikaliskt åt stilen philly soul. Albumet innehöll två hitsinglar, "Engine Number 9" och  "Dont Let the Green Grass Fool You" vilka nådde #14 respektive #17 på Billboard Hot 100-listan.

## Låtlista
1. "Run Joey Run" - 2:37
2. "Help the Needy" - 2:31
3. "Come Right Here" - 2:35
4. "Bumble Bee (Sting Me)" - 2:13
5. "Don't Let the Green Grass Fool You" - 2:46
6. "Get Me Back on Time, Engine Number 9 Parts 1 & 2" - 6:27
7. "Days Go By" - 4:24
8. "International Playboy" - 2:26
9. "Ain't No Doubt About It" - 2:19

## Listplaceringar
- Billboard 200, USA: #64[1]
- Billboard R&B Albums: #12